# Покровка (посёлок, Ачинский район)
Покровка — посёлок в Ачинском районе Красноярского края России. Входит в состав Тарутинского сельсовета. Находится примерно в 15 км к востоку-северо-востоку (ENE) от районного центра, города Ачинск, на высоте 249 метров над уровнем моря.

## Население
| 2010 |
| ---- |
| 5    |

Гендерный состав
По данным Всероссийской переписи населения 2010 года 3 мужчины и 2 женщины из 5 чел.

## Улицы
Уличная сеть посёлка состоит из 5 улиц и 1 переулка.

## Транспорт
В Покровке расположена одноимённый остановочный пункт Красноярской железной дороги.